# تسرع القلب الأذيني
تسرع القلب الأذيني هي حالة من حالات الاضطرابات النظمية القلبية وينبض فيها القلب ثلاث نبضات باكرة (أو أكثر) بشكل متتابع وبوتيرة تتراوح ما بين 140-220 ضربه في الدقيقة. تحصل عضلة القلب على الحافز الكهربائي من ناظمة منتبذة.
هنالك أنواع مختلفة من تسرع القلب الاذيني إلا أن المُشترك بينها جميعًا انها تنشا في الاذينين.
- تسرع القلب البين اذيني أو الاذيني الداخلي.
- تسرع القلب الاذيني الالي.
- تسرع القلب الاذيني الناجم عن وجود عامل محفز.

يُعتبر تسرع القلب الأذيني من أحد عوامل الخطر التي تؤدي إلى رجفان أذيني. تُعتبر جميع أنواع تسرعات القلب الأذيني تابعة إلى تسرع القلب فوق البطيني.